# Hegebeintum
Hegebeintum (nizozemsky Hogebeintum) je malá vesnice v nizozemské provincii Frísko. V lednu 2017 v obci žilo asi 90 obyvatel. Před rokem 2019 byla součástí obce Ferwerderadiel.
V Hegebeintum se nachází největší terp v Nizozemsku, je 8,8 metru vysoký. Jižně od obce se nachází obnovený větrný mlýn: Hegebeintumer Mûne.